# Sten Gustaf Edward Ahlner
Sten Gustaf Edward Ahlner (1905 -) foi um botânico sueco.